# Planquery
Planquery település Franciaországban, Calvados megyében. Lakosainak száma 248 fő (2022. január 1.). Planquery Balleroy-sur-Drôme, La Bazoque, Cahagnolles, Castillon, Cormolain, Foulognes, Sallen és Balleroy községekkel határos.

## Népesség
A település népességének változása:
| Lakosok száma | 277  | 217  | 255  | 219  | 218  | 235  | 241  | 246  | 249  | 248  |
|               | 1968 | 1982 | 1990 | 2006 | 2013 | 2015 | 2017 | 2019 | 2020 | 2022 |